# Litmanová
Litmanová es un municipio del distrito de Stará Ľubovňa en la región de Prešov, Eslovaquia, con una población estimada a final del año 2024 de 617 habitantes.
Se encuentra ubicado al noroeste de la región, cerca del río Poprad (cuenca hidrográfica del río Vístula) y de la frontera con  Polonia.

## Demografía
| Año        | 1994 | 2004    | 2014    | 2024    |
| ---------- | ---- | ------- | ------- | ------- |
| Población  | 648  | 629     | 646     | 617     |
| Diferencia |      | −2,93 % | +2,70 % | −4,48 % |

| Año        | 2023 | 2024    |
| ---------- | ---- | ------- |
| Población  | 623  | 617     |
| Diferencia |      | −0,96 % |